# المقاطعات المتحدة في إيطاليا الوسطى
المقاطعات المتحدة في وسط إيطاليا وتعرف أيضاً باسم اتحاد وسط إيطاليا أو كونفدرالية وسط إيطاليا أو الحكومة العامة لوسط إيطاليا. هي دولة عميلة قصير الأجل لمملكة بيدمونت سردينيا. تشكلت باتحاد دوقية توسكانا الكبرى ودوقية بارما ودوقية مودينا والمفوضيات البابوية بعد أن أطيح بملوكها بثورات شعبية.